# Praha-Žvahov
Praha-Žvahov egy csehországi vasútállomás, Prágában.

## Megközelítés helyi közlekedéssel
- Busz:  128
- Vonat:   S65

## Vasútvonalak
Az állomást az alábbi vasútvonalak érintik:
- Prága–Hostivice–Rudná u Prahy-vasútvonal

## Szomszédos állomások
A vasútállomáshoz az alábbi állomások vannak a legközelebb:
- Praha-Smíchov (severní nástupiště)
- Praha-Jinonice